# 한국사립대학총장협의회
한국사립대학총장협의회(韓國私立大學總長協議會, Korea Association of Private University Presidents)는 대한민국의 협의체이다. 
대한민국내 사립 대학간 친목을 도모하고, 사립 대학 지원 정책을 확충시키기 위해 교육부 등에 정책을 건의하는 활동을 펼치고 있다.

## 설립 근거
대한민국 「고등교육법」 제10조와 한국대학교육협의회 정관 제21조의 2 등에 근거하여 발족된 협의체이다.

## 소속 대학
대한민국의 사립 대학들은 대한민국 전체 대학의 3/4 정도를 차지하는 만큼, 회원교 수가 방대하다. 다만, 전문대학은 회원교로 가입시키고 있지 않다. 2022년 현재 151개의 사립 대학과, 2개의 산업대학, 벨기에계 공립 종합대학인 헨트 대학교 글로벌캠퍼스가 가입하고 있다.

## 같이 보기
- 전국국·공립대학교총장협의회
- 한국대학교육협의회